# The Sessions
The Sessions, originalmente intitulado The Surrogate (bra: As Sessões; prt: Seis Sessões), é um filme estadunidense de 2012, escrito e dirigido por Ben Lewin.
The Sessions venceu o prêmio do público e o do júri no Festival de Sundance.

## Elenco
- John Hawkes como Mark O'Brien
- Helen Hunt como Cheryl Cohen-Greene
- William H. Macy como Father Brendan
- Moon Bloodgood como Vera
- Annika Marks como Amanda
- W. Earl Brown como Rod
- Blake Lindsley como Laura White
- Adam Arkin como Josh
- Robin Weigert como Susan
- Rusty Schwimmer como Joan
- Rhea Perlman como Mikvah Lady